# Only Through the Pain
Only Through the Pain es el tercer álbum de estudio de la banda estadounidense Trapt. Fue publicado el 5 de agosto de 2008 por Eleven Seven Music. El álbum debutó en el # 18 en el Billboard 200 Chart y #4 en el Chart Álbum de Rock. Se movió 25.000 copias la primera semana. Al 25 de septiembre de 2008, el álbum ha vendido 60,895 copias.
El primer sencillo del álbum, "Who's Going Home With You Tonight?" antes de tiempo como contenido descargable para la serie de videojuegos Rock Band, el 1 de julio de 2008. segundo y último sencillo del álbum era "Contagious".

## Lista de canciones
1. "Wasteland" – 3:45
2. "Who's Going Home With You Tonight?" – 3:35
3. "Contagious" – 4:23
4. "Black Rose" – 4:41
5. "Ready When You Are" – 4:57
6. "Forget About the Rain" – 3:28
7. "Cover Up" – 3:45
8. "Only One in Color" – 4:18
9. "Wherever She Goes" – 3:42
10. "Curiosity Kills" – 4:21
11. "The Last Tear" – 4:15

## Personal
- Chris Brown - voz principal
- Simon Ormandy - guitarra líder
- Pete Charell - guitarra baja
- Aaron 'Monty' Montgomery - tambores, percusión

- Datos: Q7094255